# والدس (کارولینای شمالی)
والدس (به انگلیسی: Valdese) شهری در ایالت کارولینای شمالی کشور ایالات متحده آمریکا است که جمعیت آن در سرشماری سال ۲۰۱۰ میلادی، ۴٬۴۹۰ نفر بوده‌است.